# Баграт V Великий
Баграт V Великий (груз. ბაგრატ V დიდი, помер 1393) — цар Грузії з династії Багратіоні, син царя Давида IX, співправителем якого був з 1355 року. Одноосібним монархом став після смерті батька 1360.

## Життєпис
Був справедливим і популярним правителем, також був відомий як гарний військовик, отримав прізвисько Великий. Трапезундський хроніст Михайло Панаретос, який знав царя особисто, називав його непереможним полководцем.
Його перша дружина, Єлена, померла від Чорної смерті 1366 року. Згодом він став союзником хана Золотої Орди Тохтамиша у війні останнього з Тимуром (також відомим як Тамерлан). Пізньої осені 1386 року армія Тимура вторглась до Грузії. Тбілісі було взято в облогу та захоплено 22 листопада. Місто було розграбовано, а Баграта з родиною було ув'язнено. Скориставшись цією трагедією, королівський васал герцог Олександр, ерістав Імереті, проголосив себе царем та був коронований у Гелаті 1387.
Щоб здобути собі свободу, Баграт V погодився стати мусульманином. Тимур погодився звільнити Баграта й відрядив його з 20 000 монгольських військ до Грузії. Тим не менше, за прихованої допомоги Баграта, його синові Георгію вдалось розбити монголів та звільнити батька. Навесні 1387 року Тимур знову вторгся до Грузії, проте не зміг підкорити грузинів. Новини про повстання у Персії та вторгнення азербайджанських сил змусили Тимура піти з захоплених територій Грузії. 1389 року, після смерті Олександра, Баграт змусив його наступника знову скласти васальну присягу.
Баграт помер 1393 року, залишивши престол своєму сину Георгію.

## Родина
Баграт V був одружений з Єленою, дочкою імператора Василя. Від того шлюбу народився син Георгій.
У червні 1367 року він одружився з Анною Великою Комніною, дочкою імператора Олексія III та Феодори Кантакузін. Від того шлюбу народились два сини: Костянтин і Давид; а також дві дочки: Тамар та Олімпіас.